# Gimnomera incisurata
Gimnomera incisurata är en tvåvingeart som beskrevs av Malloch 1920. Gimnomera incisurata ingår i släktet Gimnomera och familjen kolvflugor.
Artens utbredningsområde är Ontario. Inga underarter finns listade i Catalogue of Life.